# Cobra Dane

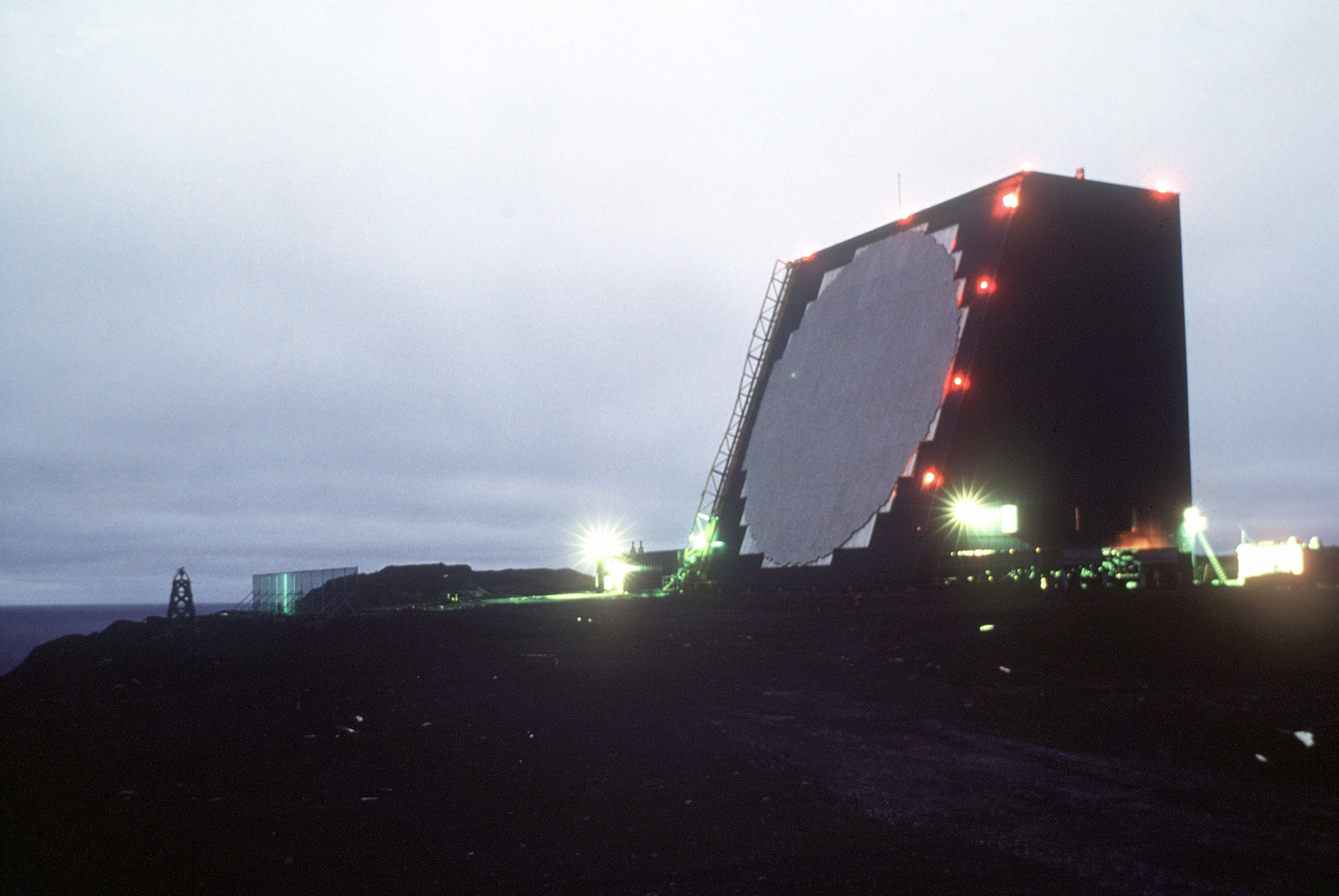
Vue nocturne du radar Cobra Dane.

Le radar AN/FPS-108 Cobra Dane est une antenne à balayage électronique passive gérée par Raytheon pour le compte de l'US Air Force sur la base aérienne Eareckson de l'île de Shemya, dans les îles Aléoutiennes, en Alaska.

## Historique
Ce système radar a été construit en 1976 et mis en service en 1977 pour la première mission de collecte de renseignements en appui à la vérification du traité SALT II. Son radar à face unique est doté d’une antenne réseau à commande de phase de 29 mètres de diamètre en face de la péninsule du Kamchatka et du Polygone de Koura. Cobra Dane fonctionne dans la bande 1215–1400 MHz (longueur d'onde d'environ 23 cm).

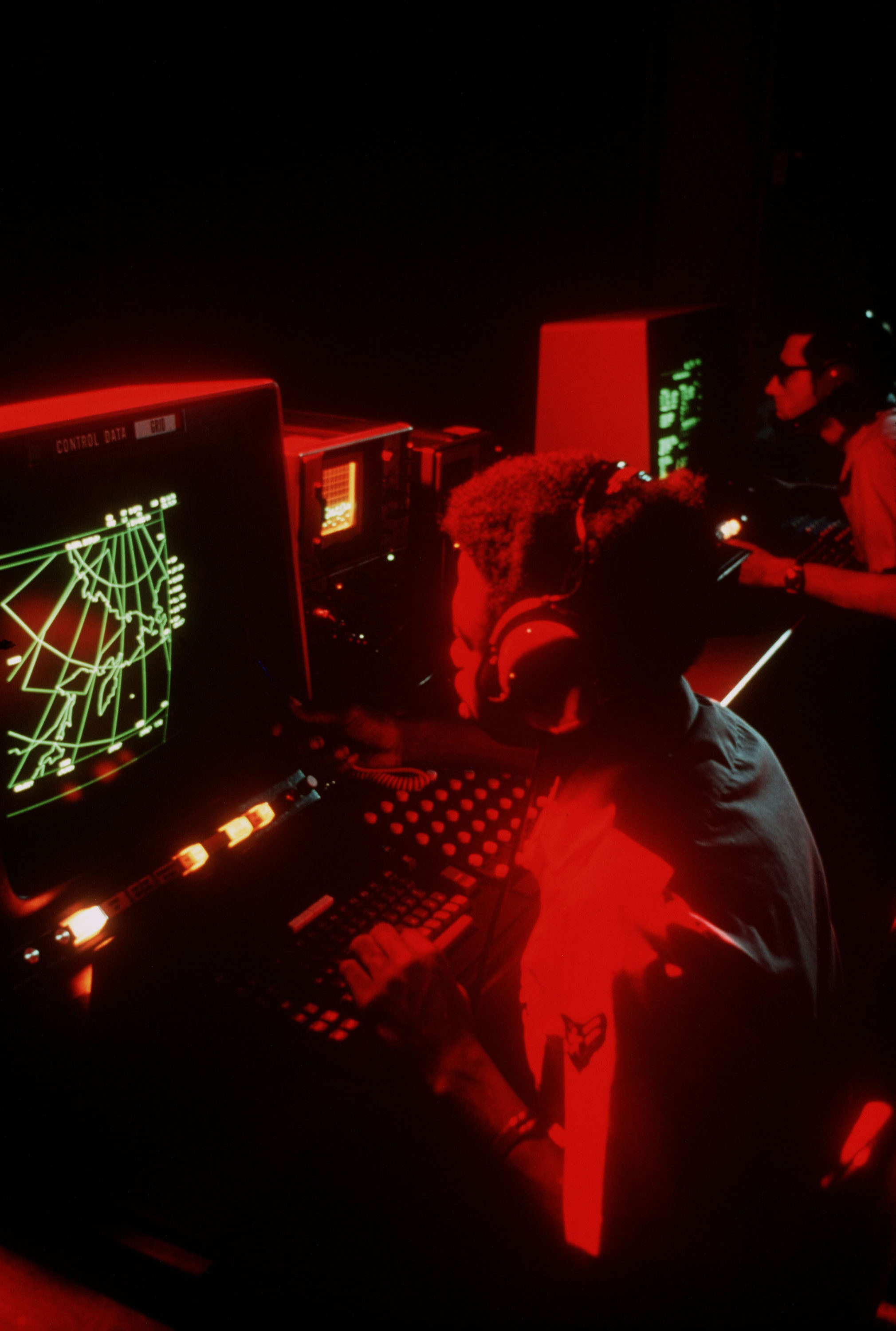
Affichages du système Cobra Dane, 1977.

La désignation Cobra indiquait un programme général de renseignement de défense.
Il utilisait initialement un ordinateur Control Data Corporation Cyber 74 pour le traitement des données. Les données du radar sont envoyées au Commandement de la défense aérospatiale de l'Amérique du Nord (NORAD), sur la base aérienne Peterson, dans le Colorado. Il est également répertorié comme partenaire du bureau du programme de débris orbital de la NASA et collabore avec l'Agence de défense antimissile, sous le contrôle du  21st Operations Group.